# Crazy Town (песня Джейсона Алдина)
«Crazy Town» — песня американского кантри-певца Джейсона Алдина, вышедшая 1 марта 2010 года в качестве 4-го финального сингла с его третьего студийного альбома Wide Open (2009). Песню написали Rodney Clawson и Brett Jones, продюсером был Майкл Кнокс. Сингл достиг второго места в кантри-чарте Hot Country Songs.
Песня была сертифицирована в золотом статусе RIAA и получила положительные и умеренные отзывы музыкальной критики и интернет-изданий.

## Чарты
| Чарт (2010)                         | Высшая позиция |
| ----------------------------------- | -------------- |
| Канада (Billboard Canadian Hot 100) | 85             |
| США (Billboard Hot 100)             | 51             |
| США (Billboard Hot Country Songs)   | 2              |

## Итоговые годовые чарты
| Чарт (2010)                  | Позиция |
| ---------------------------- | ------- |
| US Country Songs (Billboard) | 16      |

## Сертификации
| Регион | Сертификация | Продажи |
| --- | ------------ | ------- |
| США (RIAA) | Золотой      | 500 000 |
| * Данные о продажах приведены только на основе сертификации. ^ Данные о тиражах приведены только на основе сертификации. |              |         |